# Bruno Gröning
Bruno Gröning (Gdansk, Polonia, 30 de mayo de 1906 – París, Francia, 26 de enero de 1959) fue un sanador espiritual de Alemania. Nació como Bruno Grönkowski en la ciudad de Danzig (entonces perteneciente al Imperio Alemán o Deutsches Kaiserreich) El 26 de enero de 1959, Bruno Gröning falleció en París debido a un cáncer de estómago en estado avanzado. 

## Enseñanzas
Gröning dijo que sus ideas no eran una nueva enseñanza o religión, sino un conocimiento antiguo que se había perdido, diciendo que la gente había olvidado "lo más importante", que hay un poder o fuerza superior que está disponible para ayudar a la gente.
Señaló que la salud (en lugar de la dolencia y la enfermedad) es el estado natural de todos los seres vivos y afirmó que uno puede mantener la salud y curarse de la enfermedad mediante la absorción de una fuerza vital divina que llamó en alemán como "Heilstrom", que se traduce como "ola curativa" o "corriente curativa".
Para conectarse y recibir esta energía, Gröning enseñó una técnica que llamó como "Einstellen" (en español: "Sintonizarse"). Gröning señaló que los seres humanos eran como baterías que usaban energía. Para mantener la salud, una persona necesita renovarse diariamente sintonizándose con la ola curativa. La práctica de "Einstellen" consiste en sentarse en posición erguida con los brazos y las piernas sin cruzar y las palmas de las manos hacia arriba. Afirmó que era muy importante que la espalda fuera recta y que no tuviera ningún tipo de respaldo a ser posible. Internamente la práctica consiste en tener el deseo de recibir el "Heilstrom", tener fe en que la curación es posible y luego enfocarse en el cuerpo, observando las sensaciones y sentimientos del mismo.
Le dijo a la gente que "tome la salud" y que específicamente con respecto a la curación es permisible, incluso necesario, ser egoísta, es decir, centrarse en uno mismo.
Gröning creía que durante el "Einstellen" cuando una persona se sintoniza con la corriente de curación, las curaciones pueden ocurrir de forma espontánea, lenta o aceleradamente. Todo depende de variables como la cantidad de fuerza vital que fluye a través del cuerpo. A veces, los síntomas pueden empeorar o se experimenta un aumento del dolor antes de que ocurra la curación. Gröning llamó a esto como "Regelungen" (en español: "regulación" o "ajustes") y afirmó que a veces es una parte necesaria del proceso de curación.

## El poder del pensamiento y la creencia
Gröning enfatizó la importancia de mantener una actitud positiva y creer en la sanación. Es la creencia de que la curación es posible lo que garantiza el éxito, en lugar de pensar en cosas negativas cuando uno tiene una enfermedad que espera curar. En sus enseñanzas, enfatizó que el pensamiento negativo y el insistir en los problemas interfieren con el proceso de curación.

## Seguidores
Un grupo devoto a la vida de Gröning y sus técnicas se llama a sí mismo el "Círculo de Amigos de Bruno Gröning". Bruno Gröning inició esta organización.

## Fallecimiento
El 26 de enero de 1959, Bruno Gröning falleció en París debido a un cáncer de estómago en estado avanzado. A finales de otoño de 1958, viajó a París con su segunda esposa, Josette, para someterse a una revisión por parte del especialista en cáncer, su amigo el Dr. Pierre Grobon. A pesar de sus poderes como “sanador espiritual”, no pudo evitar su propia enfermedad y murió prematuramente a los 52 años mientras estaba siendo juzgado por un tribunal en Múnich. 
- Datos: Q62363
- Multimedia: Bruno Gröning / Q62363